# Potassic-cloro-pargasite
La potassic-cloro-pargasite (simbolo IMA: Pcprg) è un rarissimo minerale del supergruppo dell'anfibolo, all'interno del quale viene collocato nel "gruppo degli anfiboli con W(OH,F,Cl)-dominante" e da lì al sottogruppo degli anfiboli di calcio dove occupa un posto nel "gruppo contenente la radice pargasite nel nome"; essendo un anfibolo, appartiene agli inosilicati e pertanto alla famiglia minerale dei "silicati", e possiede composizione chimica KCa2(Mg4Al)(Si6Al2)O22Cl2.
La potassic-cloro-pargasite è l'analogo della pargasite con il potassio al posto del sodio e il cloro al posto del gruppo ossidrilico (OH-) ed è definita con:
- potassio dominante in posizione A
- ioni magnesio bivalente e alluminio trivalente dominanti in posizione C
- anione cloro dominante in posizione W.

## Etimologia e storia
Il minerale è stato scoperto sul monte Elgoras nella tundra di Salnye, nella penisola di Kola (Russia) e approvato dall'Associazione Mineralogica Internazionale (IMA) nel 2001 col nome potassic-cloropargasite in base alle regole per la nomenclatura vigenti al momento della scoperta.
Secondo la nomenclatura degli anfiboli del 2003, il nome avrebbe dovuto essere cloro-potassic-pargasite perché i prefissi andrebbero messi in ordine alfabetico, ma la nomenclatura del 2012 ha specificato di usare i prefissi in base all'ordine in cui appaiono nella formula, motivo per cui il nome è stato cambiato in potassic-cloro-pargasite.

## Classificazione
La classica nona edizione della sistematica dei minerali di Strunz, aggiornata dall'Associazione Mineralogica Internazionale (IMA) fino al 2009, elenca la potassic-cloro-pargasite nella classe "9. Silicati (germanati)" e da lì nella sottoclasse "9.D Inosilicati"; questa viene suddivisa più finemente in base alla struttura del minerale, in modo tale che la potassic-cloro-pargasite possa essere trovata nella sezione "9.DE Inosilicati con catene doppie di periodo 2, Si4O11; clinoanfiboli" dove forma il sistema nº 9.DE.10.
Tale classificazione viene in piccola parte rivista nell'edizione successiva, proseguita dal database "mindat.org" e chiamata Classificazione Strunz-mindat, dove la potassic-cloro-pargasite occupa i medesimi classe, sottoclasse e sezione della nona edizione, per poi venire smistata nel sistema nº 9.DE.15.
Nella Sistematica dei lapis (Lapis-Systematik) di Stefan Weiß la potassic-cloro-pargasite si trova nella classe dei "silicati" e nella sottoclasse degli "inosilicati"; qui si trova nella sezione riservata ai minerali con struttura "[Si4O11] a due bande 6-; gruppo degli anfiboli; Ca2-anfiboli" dove forma il sistema nº VIII/F.10.
Anche la classificazione dei minerali secondo Dana, usata principalmente nel mondo anglosassone, elenca la potassic-cloro-pargasite nella famiglia dei "silicati", qui è nella classe degli "inosilicati: catene doppie non ramificate, W=2" e nella sottoclasse degli "inosilicati: catene doppie non ramificate, configurazione anfibolo W=2" dove forma il "gruppo 2, Anfiboli di calcio" con il sistema nº 66.01.03a.

## Abito cristallino
La potassic-cloro-pargasite cristallizza nel sistema monoclino nel gruppo spaziale C2/m (gruppo nº 12) con i parametri reticolari a = 9,843(3) Å, b = 18,130(5) Å, c = 5,362(3) Å e β = 105,5(5)°, oltre ad avere 2 unità di formula per cella unitaria.

## Origine e giacitura
La potassic-cloro-pargasite è stata trovata nella granulite associata a clorapatite, almandino, diopside, enstatite, biotite ricca di cloro, potassic-pargasite, marialite e plagioclasio.
Il minerale è rarissimo ed è stato trovato solo nella sua località tipo, il monte Elgoras (68.102°N 31.5621°E) nell'oblast' di Murmansk (Russia).

## Forma in cui si presenta in natura
La potassic-cloro-pargasite è stata scoperta sotto forma di granuli di dimensione fino a 0,5 mm. Il minerale è traslucido con lucentezza vitrea; il colore è nero, mentre lo striscio è verde oliva.

## Proprietà ottiche
La potassic-cloro-pargasite mostra un pleocroismo visibile con colori grigio chiaro lungo {\displaystyle x}, grigio lungo {\displaystyle y} e verde scuro lungo {\displaystyle z}.